# Östafrikansk shilling
Östafrikansk shilling är namnet på två olika valutor. Den första användes i Brittiska Östafrika och andra territorier mellan 1921 och 1969. Östafrikansk shilling är också namnet på en föreslagen gemensam valuta i en framtida östafrikansk federation.

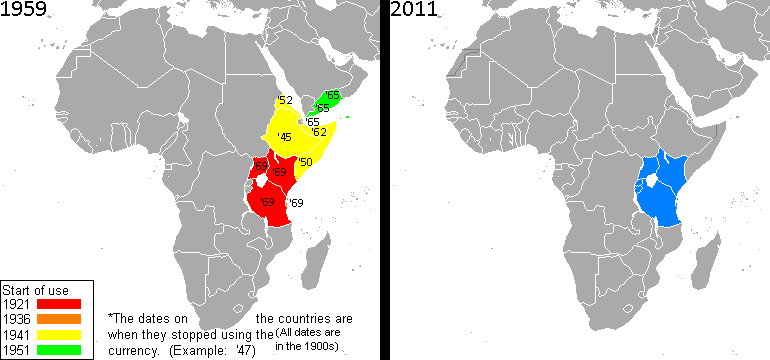
Områden där östafrikansk shilling har använts med startår (till vänster) samt område för den föreslagna nya valutan (till höger).

## Den första östafrikanska shillingen
Den brittiska östafrikanska shillingen (East African shilling) infördes först i Kenya, Tanganyika och Uganda 1921, och ersatte den tidigare östafrikanska florinen och den indiska rupien som båda använts tidigare. En shilling delades i 100 cent.
1936 anslöt sig Zanzibar till den gemensamma valutan, och övergav sin tidigare zanzibariska rupie. Mellan 1941 och 1960 användes valutan också i Brittiska Somaliland, mellan 1941 och 1944 användes den som en av två valutor i Etiopien, mellan 1941 och 1952 på liknande sätt i Eritrea och från 1951 till 1965 var den i bruk i Aden.
Valutan ersattes med nationella valutor i samband med självständigheten.

## Den andra östafrikanska shillingen
Östafrikanska gemenskapen har föreslagit en gemensam valuta för medlemsstaterna Kenya, Uganda, Tanzania, Rwanda och Burundi i en framtida östafrikansk federation. Enligt den ursprungliga planen skulle valutan införas under 2009. I januari 2023 meddelade gemenskapen att den nya valutan skulle införas senast om fyra år.